# Dracontomelon schmidii
Dracontomelon schmidii är en sumakväxtart som beskrevs av Tardieu. Dracontomelon schmidii ingår i släktet Dracontomelon och familjen sumakväxter. Inga underarter finns listade i Catalogue of Life.